# Liste der Bodendenkmale in Ziesar
Die Liste der Bodendenkmale in Ziesar enthält alle Bodendenkmale der brandenburgischen Gemeinde Ziesar und ihrer Ortsteile auf der Grundlage der Landesdenkmalliste vom 31. Dezember 2020.
Die Baudenkmale sind in der Liste der Baudenkmale in Ziesar aufgeführt.
| Gemarkung                  | Flur        | Kurzansprache | Bodendenkmalnummer | Bemerkung | Bild |
| -------------------------- | ----------- | --- | ------------------ | --------- | ---- |
| Bücknitz (Lage)            | 5, 7        | Gräberfeld Eisenzeit, Gräberfeld Bronzezeit | 31072              |           |      |
| Bücknitz (Lage)            | 7           | Gräberfeld Bronzezeit | 31075              |           |      |
| Bücknitz (Lage)            | 6, 7        | Dorfkern Mittelalter, Dorfkern Neuzeit | 31076              |           |      |
| Bücknitz, Glienecke (Lage) | 5, 7        | Siedlung römische Kaiserzeit | 31074              |           |      |
| Bücknitz, Ziesar (Lage)    | 7, 4        | Gräberfeld Eisenzeit, Gräberfeld Bronzezeit | 31073              |           |      |
| Glienecke (Lage)           | 3           | Gräberfeld römische Kaiserzeit | 31142              |           |      |
| Glienecke (Lage)           | 1, 7        | Siedlung Eisenzeit | 31143              |           |      |
| Glienecke (Lage)           | 2           | Siedlung Eisenzeit | 31144              |           |      |
| Glienecke (Lage)           | 2           | Siedlung deutsches Mittelalter | 31145              |           |      |
| Glienecke (Lage)           | 3, 5, 7     | Dorfkern Mittelalter, Siedlung Eisenzeit, Dorfkern Neuzeit, Siedlung slawisches Mittelalter                                                             | 31146              |           |      |
| Glienecke (Lage)           | 7           | Gräberfeld Bronzezeit | 31147              |           |      |
| Glienecke (Lage)           | 5           | Produktionsstätte slawisches Mittelalter | 31148              |           |      |
| Glienecke (Lage)           | 7           | Siedlung Bronzezeit, Siedlung Eisenzeit | 31149              |           |      |
| Glienecke (Lage)           | 8           | Dorfkern Neuzeit, Dorfkern Mittelalter | 31151              |           |      |
| Köpernitz (Lage)           | 1           | Gräberfeld Bronzezeit | 30813              |           |      |
| Köpernitz (Lage)           | 2           | Dorfkern Neuzeit, Dorfkern Mittelalter | 31089              |           |      |
| Köpernitz, Ziesar (Lage)   | 1, 6        | Gräberfeld Bronzezeit | 30812              |           |      |
| Ziesar (Lage)              | 5, 6, 7, 11 | Siedlung slawisches Mittelalter, Burg deutsches Mittelalter, Altstadt Neuzeit, Burg slawisches Mittelalter, Altstadt deutsches Mittelalter              | 30615              |           |      |
| Ziesar (Lage)              | 8           | Gräberfeld Eisenzeit | 30814              |           |      |
| Ziesar (Lage)              | 5           | Gräberfeld Eisenzeit | 30815              |           |      |
| Ziesar (Lage)              | 3           | Gräberfeld Eisenzeit | 30816              |           |      |
| Ziesar (Lage)              | 5, 6        | Siedlung Eisenzeit, Gräberfeld römische Kaiserzeit | 30817              |           |      |
| Ziesar (Lage)              | 5           | Gräberfeld Bronzezeit | 30818              |           |      |
| Ziesar (Lage)              | 4, 5        | Gräberfeld Eisenzeit, Gräberfeld römische Kaiserzeit, Gräberfeld Bronzezeit                                                                             | 30819              |           |      |
| Ziesar (Lage)              | 3           | Gräberfeld römische Kaiserzeit | 30820              |           |      |
| Ziesar (Lage)              | 5           | Siedlung Bronzezeit, Siedlung Eisenzeit | 30821              |           |      |
| Ziesar (Lage)              | 6, 11       | Siedlung Bronzezeit, Siedlung Neuzeit, Gräberfeld römische Kaiserzeit, Siedlung römische Kaiserzeit, Siedlung Eisenzeit, Siedlung deutsches Mittelalter | 31156              |           |      |